# 小曽根星海
小曽根 星海（こぞね せいかい、嘉永4年（1851年）5月 – 明治37年（1904年）6月5日）は、明治時代の実業家・書家・篆刻家である。
星海は号。通称は晨太郎（しんたろう）。長崎の人。

## 略伝
小曽根乾堂の嫡男。幼少より家庭にて英才教育を受け、13歳のときに父・乾堂と越前に赴き、松平春嶽に謁見。17歳のときに中国上海に渡って雑貨を商い、1年後に長崎に帰る。明治18年の乾堂没後は小曽根家第14代当主となり、精力的な事業活動を行う。汽船業、鉄工所・製陶所の起業、山野の開墾・海浜の埋め立てなどの土木事業、百個以上の家屋の改築工事などである。このうちの製陶所は亀山焼の再興という父・乾堂の遺志を引き継ぎ、邸内に窯を開いたことが始まりで明治24年から同32年まで続いた。
長崎の富豪となって市議会議員・県議会議員に選出され、赤十字社特別社員にもなった。貧困救済や育英事業に惜しみなく寄付をしたが、とりわけ小曽根小学校の発展に尽力した。また、有志を募って浪平神社の山腹を拓いて遊園地とした。
画技を好み、篆書・隷書を能くし、篆刻に巧みであった。
明治37年に死去。享年54。墓所は浪の平町の太平寺。